# Elvira Nikolaisen

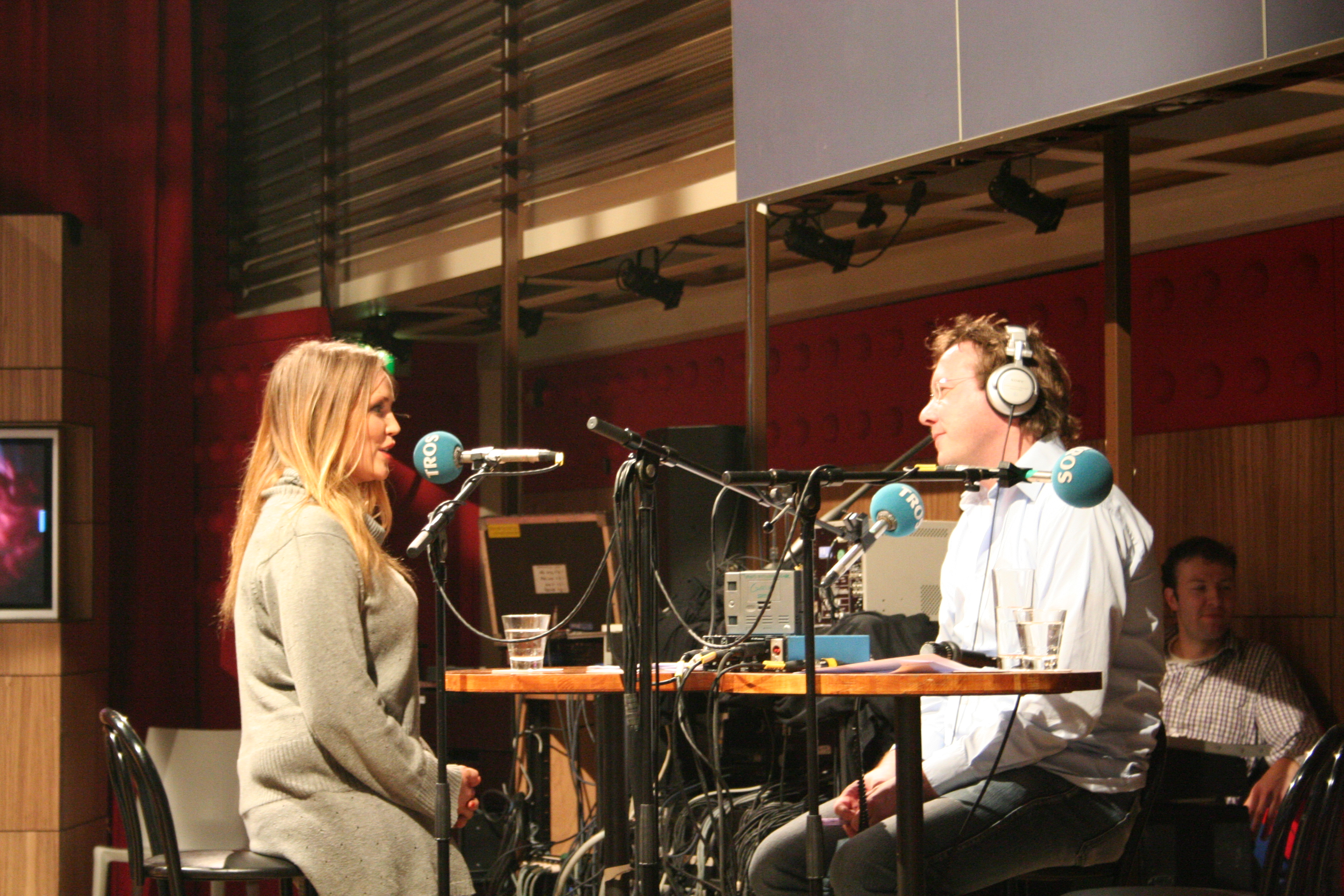
Elvira tijdens een interview bij Tros Muziekcafé, 27 oktober 2007

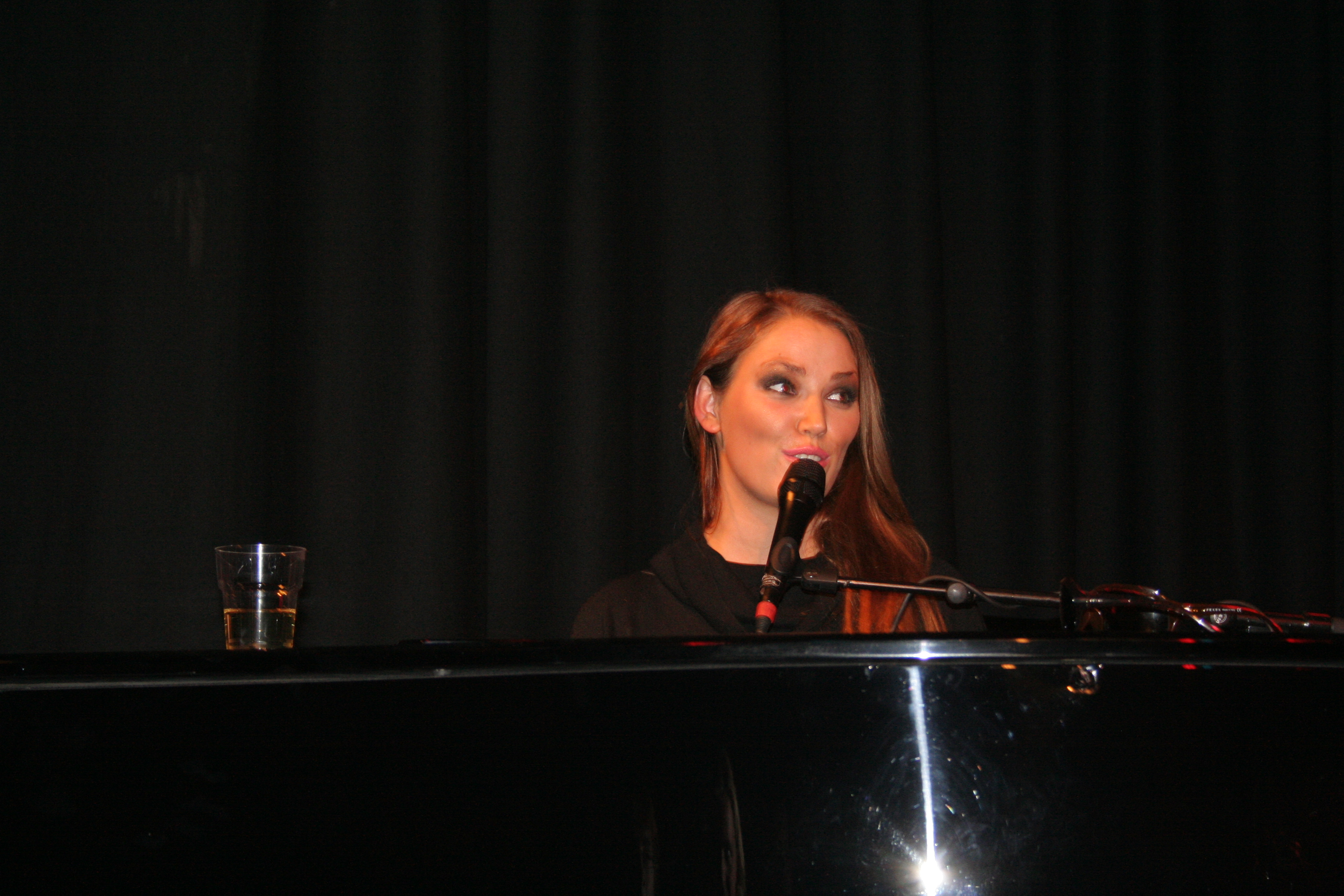
Elvira tijdens een concert in Paradiso, 18 mei 2007

Elvira Nikolaisen (Moi, 16 juli 1980) is een Noorse singer-songwriter onder contract bij Sony BMG.

## Muziekcarrière
Nikolaisen heeft haar debuutsingle Love I Can't Defend uitgegeven in december 2005, en behaalde daarmee de derde plaats in de Noorse hitlijsten. Dit succes werd gevolgd door haar eerste album, genaamd Quiet Exit, en een tweede single, Egypt Song, in maart 2006. Quiet Exit wist de tweede plaats te behalen in de Noorse albumhitlijsten. Er ontstond een kleine controverse over de single Egypt Song waar diverse Egyptische emigranten verbolgen waren over de tekst, die ze minachtend vonden over hun land. Nikolaisen verklaarde dat de tekst op haar zelf sloeg en dat ze Egypt als spilwoord gebruikte.
In maart 2007 werd haar single Love I can't Defend ook uitgebracht in Nederland, het werd verkozen tot Radio 2 paradeplaat, maar haalde alleen de tipparade van de top-40. Ter promotie gaf ze enkele concerten waaronder een in Paradiso in Amsterdam. In Noorwegen kwam het nog tot een derde single van haar album Quiet Exit, Sweet, Sweet. In oktober 2006 scoorde Nikolaisen samen met de Noorse folkzanger Bjørn Eidsvåg een nummer 1-hit met de single Floden.
Begin 2008 kwam ze met een nieuw album getiteld Indian Summer. De eerste single daarvan was The one you can not keep, gevolgd door de single Will you fight for me?.
In maart 2011 werd haar album getiteld Lighthouse uitgebracht en reikte tot plaats 25 in de hitlijsten.

## Familie
Elvira Nikolaisen komt uit een muzikale familie. Haar vader was organist en haar broer Emil Nikolaisen is zanger in de band Serena Maneesh. Elvira's zus, Hilma, is bassist in dezelfde band. Elvira's broer Ivar is de zanger van de Noorse punkband Silver.
Alhoewel Elvira Nikolaisen streng christelijk opgevoed is, verstootte ze het geloof op haar 18e. Dit is terug te vinden in haar songteksten.
Begin december 2007 maakte ze bekend dat ze zich verloofd had met haar vriend Christer.

## Quiet Exit
Op het album Quiet Exit staan de volgende nummers:
1. Love I Can't Defend
2. Quiet Exit
3. Habit
4. Egypt Song
5. Not My Place
6. Sweet, Sweet
7. Carpenter
8. My Way Back In
9. Scarecrow
10. Troops
11. Disheartening
12. Everything Reminds Me of You

## Indian Summer
Op het album Indian Summer staan de volgende nummers:
1. Will You Fight For Me?
2. Gratitude
3. The One You Cannot Keep (1ste single)
4. He Loves Me
5. Damaged Goods
6. Won´t You Come Closer
7. On Your Side
8. Celebrate
9. Bully
10. Angels
11. Mobile Alibis